# اسکات فری پروداکشنز
اسکات فری پروداکشنز (انگلیسی: Scott Free Productions) شرکت سرگرمی بریتانیایی است، که در سال ۱۹۷۰ توسط ریدلی اسکات و تونی اسکات تأسیس شد.